# Halifa Soulé
Mohamed Halifa Soulé, né le 12 novembre 1990 à Gonesse, est un footballeur franco-comorien. Il évolue au poste de milieu de terrain à l'AS Béziers et devient international comorien en novembre 2011.

## Biographie
Passé par les centres de formation du FC Nantes, du SCO d'Angers et de Queen of the South, Halifa Soulé rejoint l'Entente Sannois Saint-Gratien à l'été 2009. Après 58 matchs joués en deux saisons de championnat de France de football amateur (CFA), il ne s'accorde pas avec les dirigeants du club sur une prolongation de contrat et quitte donc le club à l'été 2011, rejoignant l'US Albi. 
Halifa Soulé devient international comorien le 11 novembre 2011 contre le Mozambique à l'occasion des éliminatoires de la Coupe du monde de football 2014. Il devient à partir de la saison 2012-2013 joueur de l'AS Béziers.

## Statistiques
| Saison      | Club        | Pays | Championnat        | Coupes nationales | Coupes d’Europe | Sélection Comores |
| ----------- | ----------- | ---- | ------------------ | ----------------- | --------------- | ----------------- |
| 2009 - 2010 | Entente SSG | CFA  | 32 matchs          | -                 | -               | -                 |
| 2010 - 2011 | Entente SSG | CFA  | 26 matchs / 1 but  | 2 matchs          | -               | -                 |
| 2011 - 2012 | US Albi     | CFA  | 30 matchs / 6 buts | 1 match           | -               | 2 matchs          |
| 2012 - 2013 | AS Béziers  | CFA  | 24 matchs / 1 but  | 1 match           | -               | -                 |

Dernière mise à jour le 1er juin 2013